# Choufli Hal (téléfilm)
Pour plus de détails, voir Fiche technique et Distribution.
Choufli Hal, le réveillon (arabe : شوفلي حل في رأس العام) est un téléfilm tunisien, inspiré de la série Choufli Hal. Écrit par Hatem Bel Hadj et réalisé par Abdelkader Jerbi, il est diffusé le 4 avril 2009 sur la chaîne nationale Tunisie 7.

## Synopsis
À la suite de l'arrivée du Nouvel an, l'épouse de Slimane, Zeineb, propose d'aller passer le réveillon dans un hôtel. Entre-temps, sa mère Douja, désespérée d'avoir annulé son rendez-vous amoureux, monte un plan avec la mère de Slimane, Fadhila, pour partir avec eux. Le couple se retrouve alors pour cette soirée avec leurs mères, ainsi que Sboui, sa femme Azza et ses enfants. Sboui, le frère de Slimane, continue de faire des bêtises à l'hôtel ce qui rend le séjour désagréable pour le couple.
Resté à Tunis, Fouchika se retrouve seul avec Béji. Celui-ci avait programmé cette soirée avec son ami Sboui mais se retrouve avec son ancien patron car il a des problèmes conjugaux. Toutefois, Béji reçoit un coup de fil de sa femme et se réconcilie avec elle. Peu après, Béji part rejoindre sa femme chez sa belle-famille, laissant Fouchika seul.

## Distribution

### Personnages principaux
- Kamel Touati : Slimane
- Mouna Noureddine : Fadhila
- Sofiène Chaâri : Sboui
- Jamila Chihi : Zeineb
- Kaouther Belhaj : Azza
- Khadija Souissi : Douja
- Naïma El Jeni : Kalthoum
- Tawfik Bahri : Béji Matrix
- Fayçal Bezzine : Fouchika

### Personnages secondaires
- Asma Ben Othman : Dalenda alias Daddou
- Yosra Manaï : Amani
- Oumayma Ben Hafsia : Fatma
- Saoussen Maalej : Mariem alias Mimi
- Fathi Miled : Chabrouch
- Farhat Jedidi : Tidjani Bouakaz
- Amira Ben Ali : Lamia Bouakaz
- Tawfik Gharbi : le chauffeur qui amène la famille à l'hôtel
- Mohamed Ali Damak : le chef cuisinier de l'hôtel
- Lotfi Akremi : le serveur de l'hôtel
- Lotfi Turki : le réceptionniste de l'hôtel
- Abdelkader Dkhil : le bagagiste de l'hôtel
- Foued Litaïem : Oussema (patient de Slimane)
- Mariam Kaboudi : la baby-sittrice de l'hôtel
- Nasser Akremi : le portier de l'hôtel

### Personnages invités
- Chokri Bouzayen : artiste du réveillon
- Soumaya Hathroubi : artiste du réveillon
- Nour Chiba : artiste du réveillon

## Fiche technique
- Titre : Choufli Hal, le réveillon
- Titre original : Choufli Hal Fi Râas el aam
- Réalisation : Abdelkader Jerbi
- Scénario : Hatem Bel Hadj
- Dialogues : Hatem Bel Hadj
- Producteur : Rached Younes
- Photo : Nabil Bourri
- Son : Mouhamed Bourguiba et Rochdi Hamydi
- Musique : Mouhib Maamar
- Décors : Salem Echafi
- Costumes : Yasime Mabrouk et Najet Soltani
- Montage : Mustapha Taktak
- Production : Établissement de la télévision tunisienne
- Pays d'origine : Tunisie
- Langue : arabe tunisien
- Durée : 102 minutes

## Diffusion
Le téléfilm est initialement prévu pour être diffusé le soir du réveillon du 31 décembre 2008. Il est finalement déprogrammé à cause de la guerre de Gaza. Le téléfilm est finalement diffusé dans la soirée du 4 avril 2009 par Tunisie 7. Il est rediffusé par la Télévision tunisienne 1 chaque réveillon du Nouvel An depuis le 31 décembre 2011.

## Autour du film
- Amel Baccouche, interprète de Janet, la voyante et mère adoptive de Azza, n'apparaît pas dans le film même si on parle d'elle ;
- Le film est tourné en partie à l'hôtel El Mechtel de Tunis. C'est aussi la première fois que Choufli Hal n'est pas entièrement tourné dans un studio.